# رهایی (فیلم ۱۳۶۱)
رهایی فیلمی ایرانی به کارگردانی و نویسندگی رسول صدرعاملی ساخته سال ۱۳۶۱است. فیلم اولین تجربه فیلمسازی صدرعاملی است.

## خلاصه داستان
قاسم، که داوطلبانه به جبهه جنگ رفته است، در حالی که یک پای خود را از دست داده به خانه بازمی‌گردد...